# Palazzo del Principe di Sannicandro

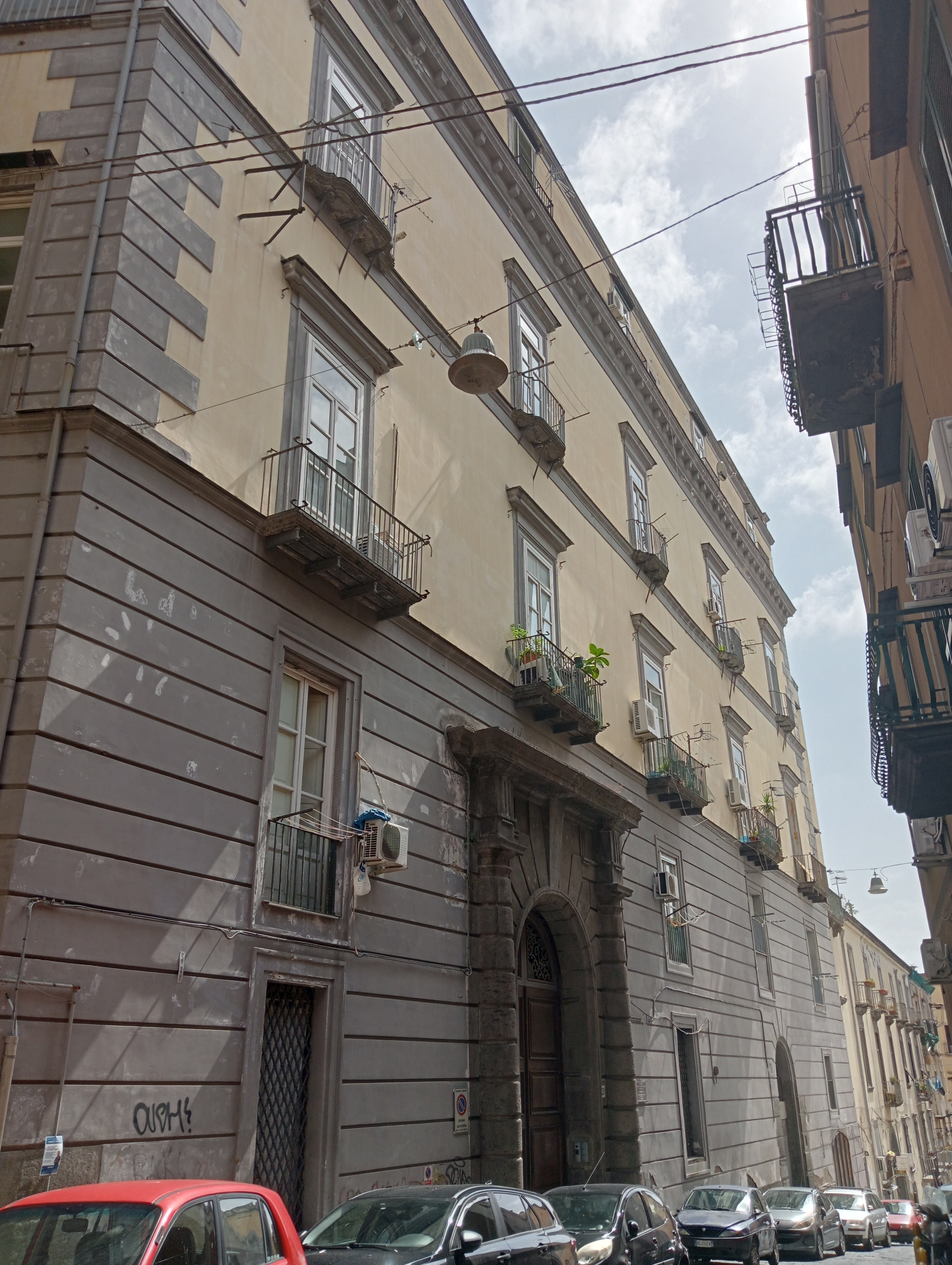
Palazzo Cattaneo Della Volta Paleologo di San Nicandro in Neapel

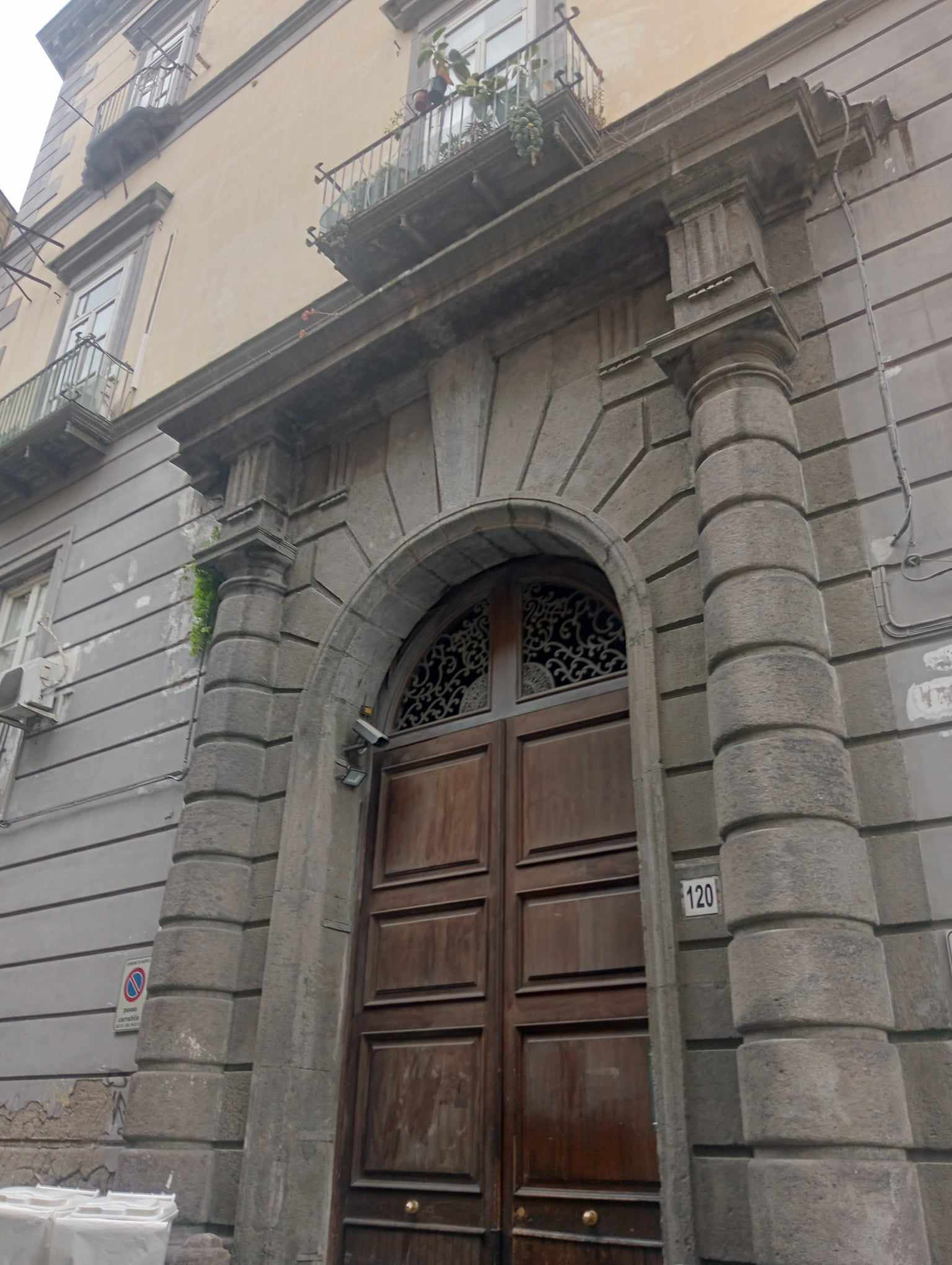
Detail des Eingangsportals

Der Palazzo del Principe di Sannicandro, mit vollem Namen Palazzo Cattaneo Della Volta Paleologo di San Nicandro, ist ein Palast aus dem 16. Jahrhundert im Viertel Stella in Neapel in der italienischen Region Kampanien. Er liegt an der Via Stella.

## Geschichte und Beschreibung
Der Palast wurde Mitte des 16. Jahrhunderts erbaut; 1585 kaufte ihn die Familie Carafa di Maddaloni und ließ ihn radikal umbauen. Der Herzog von Maddaloni, Marzio Carafa und später sein erstgeborener Sohn, Diomede, lebten ab 1606 in dem grandiosen Palast in Luxus und Verschwendung.
1647 eroberte das „Volk“ von Masaniello den Palast und „(...) Seidenstoffe, bestickt mit Gold und Silber, flämische Wandteppiche, seltene Gemälde, Vasen aus Silber und Gold, Wagen und Pferde und große Mengen von Geld wurden von Masaniello auf den Markt geschickt, zusammen mit einer berühmten Kutsche, bedeckt mit Silberfolie und Goldornamenten (...)“.
1656 verkaufte der Markgraf Del Vasto dem Herzog von Maddaloni einen seiner Paläste in der Nähe der Via Toledo in einer Transaktion, die Barzahlung, eine Gutschrift für Steuern, die das Gebäude belasteten, und den Tausch gegen zwei Immobilien des Herzogs von Maddaloni vorsah: Den Palast in Stella und ein Landgut in Posillipo. Wenig später verkaufte der Markgraf Del Vasto den Palast in Stella an Gaspar Roomer, der ihn abschließend restaurieren ließ. Nach dem Tod des reichen flämischen Bankiers 1674 wurden etwa 1100 Gemälde inventarisiert, darunter sakrale Motive, Stillleben, Landschaften, Porträts Bühnenaufführungen, alle Arbeiten bekannter, örtlicher Künstler, von Falcone bis Vaccaro, von Preti bis Giordano, und darüber hinaus solche von ausländischen Künstlern, wie Rubens oder Vouet.
Das Gebäude fiel an das Kloster Santa Maria Maddalena de’ Pazzi und 1684 verkauften es die Mönche an den Herzog von Airola, Carlo Caracciolo, den Gatten von Eugenia Cattaneo Della Volta; letztere verstarb 1709 ohne Nachkommen und den Palast erbte ihre Schwester, Antonia Caracciolo (1662–1725), Gattin von Giovan Battista di Capua (1658–1732), Herzog von Riccia, der sie seinem Sohn Bartolomeo V. di Capua (1680–1715), Graf von Montuoro vermachte, der 1772 Anna, Tochter von Baldassarre Cattaneo Della Volta Paleologo und Isabella Caetani, Herzogin von Sermoneta, heiratete.
Ab 1715 bewohnte die Familie von Baldassarre Cataneo Della Volta Paleologo (Genua 1660 – Neapel 1739), Pate des Herzogs Raimondo di Sangro von San Severo, Schwager von Carlo Caracciolo, Herzog von Airola (Gatte seiner Schwester Eugenia) und Vater von Domenico Cattaneo, Präzeptor den Königs Ferdinand I. Beider Sizilien.
Die Herzöge von San Nicandro leiteten die bedeutendsten Restaurierungsarbeiten in der gesamten Geschichte des Palastes ein: Das schöne Eingangsportal aus Piperno scheint von den Vanvitellis, Vater und Sohn, ausgearbeitet worden zu sein; sicher ist die Zuschreibung an die Vanvitellis des Portals der Villa Giulia, dem Lustschloss der Herzöge von San Nicandro, das sie in Barra auf einem Grundstück bauen ließen, das Domenico Cattaneo (1613–1676), der erste Herzog von San Nicandro Garganico, gekauft hatte.
Vielfach dokumentiert sind die Beiträge von Francesco Solimena und Luca Vecchione beim Umbau des Palastes und seiner Ausschmückung; die ersten, dokumentierten Aufträge des Herzogs von San Nicandro an Francesco Solimena, die bereits Carlo Caracciolo, Herzog von Airola, gesammelt hatte, stammen von 1715 und weisen auf eine gewisse Vertrautheit zwischen dem Auftraggeber und dem Künstler hin, dem freigestellt wurde, welche Themen er für die beauftragten Gemälde auszuwählte. 1715 improvisierte ein sehr junger Pietro Metastasio, wie er viel später in einem Brief an seinen Bruder Leopoldo schrieb, im Palast des Rechtsanwalts Cattaneo 40 Verse zum Thema „Die Pracht der Herzöge und ihr Lob“, das Anna, der Gräfin von Montuoro, vor dem Philosophen Giambattista Vico, dem Politiker, Wirtschaftswissenschaftler und Mathematiker Agostina Ariani, dem gelehrten Bibliothekar von Giuseppe Valletta, Matteo Egizio, und der Spielerin Aurelia Gambacorta d’Este gewidmet war.

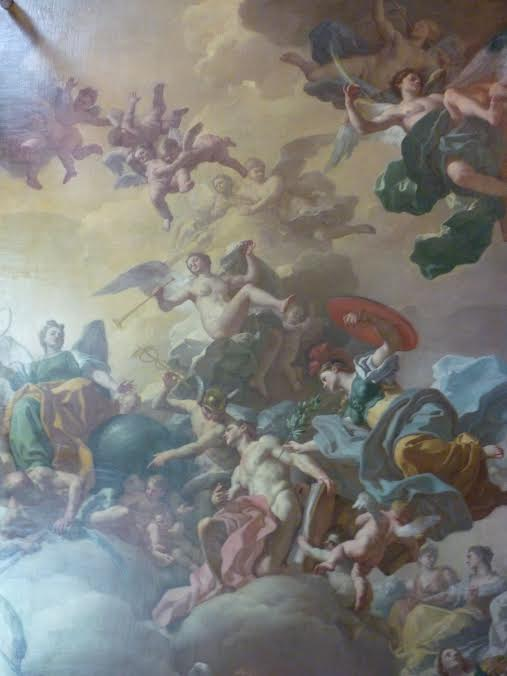
Galleria Solimena di Palazzo Cattaneo Della Volta di San Nicandro

Die Zeichnungen der zwei gerahmten Kompasse und der Alkoventüren des Palastes wurden von Francesco Solimena 1730 geschaffen und sein Schüler, Michelangelo Schilles assistierte dem Meister beim Deckenornament der Alkovenkammer, das leider verlorengegangen ist.
Die Galleria Solimena des Palastes wurde vom Abt Ciccio wegen seiner bemerkenswerten Dimensionen im Palast selbst gemalt

(“Galleria che dipinse per lo Principe di S. Nicandro, della quale dopo lo studio di molti disegni, fece il bozzetto che riuscì compitissimo, ed indi dipinse il quadro ad olio in casa del medesimo Principe, che per essere di palmi 44 lungo, e 22 largo, non capiva in casa propria, e nella stanza ov’egli lavorava“)

(dt.: Eine Galerie, die er für den Herzog von San Nicandro malte, von der er nach dem Studium vieler Zeichnungen die Skizze angefertigt hat, die sehr gut gelungen ist, und dann malte er das Bild in Öl im Hause desselben Herzogs, das 44 Palmi lang und 22 breit war; er konnte es zuhause in seinem Zimmer nicht ausarbeiten.)

und es blieb dort mindestens bis zum Ende des 19. Jahrhunderts; später verlor sich seine Spur, bis es in einem Palast in Paris (Villa von Marie-Laure de Noailles, heute Sitz des Museo Baccarat) gefunden und 1981 von Arnauld Brejon de Lavergnée Solimena zugeschrieben wurde. Das Werk wurde nach 1730 von Gelehrten aufgestellt. Die Zahlung für die Galerie, die von einem Prokurator aus Genua, Giuseppe Teodoro, veranlasst wurde, wurde im Historischen Archiv der Banco di Napoli von einem Nachfahren des Herzogs Baldassarre gefunden und stammt vom 2. Januar 1733.
Dieses Kunstwerk bleibt das lebendigste Zeugnis von Baldassarre Cattaneo, einer Schlüsselfigur in der Geschichte der Familie Cattaneo Della Volta Genueser Ursprungs und einer Persönlichkeit von großer kultureller Valenz, die die volle Einbindung in das intellektuelle und politische Leben des österreichischen Vizekönigtums erreichte, das 1709 von Karl VI. von Habsburg, Grand von Spanien, für sich und seine erstgeborenen, männlichen Nachkommen installiert wurde, ebenso wie vom Königreich Neapel, als Kammerherr von Karl III. von Spanien, aufgezeichnet von Giambattista Vico mit sechs lateinischen Epitaphen.
Die direkten Nachkommen von Baldassarre Cattaneo bewohnten den Palast in Stella bis zum Ende des 19. Jahrhunderts. Im 19. Jahrhundert zog die Adelsfamilie Ridola von Matera in den Palast.
Vor dem Palast gibt es eine kleine Tür, die in die Kirche Santa Maria della Stella führt. (Auf der Treppe gibt es eine kleine Steintafel zu Ehren von Baldassarre Cattaneo.) In der Kirche ließ der Sohn von Domenico, Francesco, 1784 durch den Bildhauer Giuseppe Sanmartino das Grabmal für seinen Vater schaffen, das beim Brand im Jahre 1944 verloren ging; es zeigte „eine Porphyrvase in einer breiten Nische mit zwei Frauenfiguren aus Marmor davor, eine stand, hielt einen Pflanzenstamm in der rechten Hand und zeigte mit der linken Hand ein Porträt des Herzogs im Halbrelief, die andere saß und war untröstlich;“ um 1759–1762 schuf Sammartino einen Altar mit Antependium, das die Madonna mit Kind zeigt.
Das Innere des Palastes ist heute wie ein Mietshaus in verschiedene Wohnungen aufgeteilt, aber es ist von dem alten Palast außer dem Eingangsportal in Piperno auch der Innenhof mit den Remisen für die Kutschen erhalten. Das Zugangsvestibül im Hof zeigt noch Spuren von Fresken.